# Museo di arte e tradizione contadina
Il Museo di Arte e Tradizione Contadina è un museo situato in prossimità del castello medioevale di Olevano di Lomellina (PV).
Ospitato in un edificio rurale ristrutturato di via Uberto de Olevano, un tempo era adibito a stalla e fienile, raccoglie gli oggetti più significativi del mondo contadino della Lomellina dall'Ottocento agli anni 1960. 
Il museo è articolato in base ai ritmi tipici della campagna, scanditi dalle stagioni. Cinque sono le aree didattiche che illustrano il percorso espositivo: 
- il ciclo dei lavori in campagna
- gli ambienti di vita domestica
- gli antichi mestieri artigianali
- l'ambientazione della stalla e della scuderia
- l'esposizione mezzi agricoli pesanti

La visita al museo inizia al primo piano nel settore dedicato alla primavera. In esposizione sono gli attrezzi come l'aratro e l'erpice un tempo usati per la semina del mais e del riso.
Nella sezione dedicata al periodo estivo si trovano gli attrezzi adoperati per tagliare e raccogliere il fieno, la mietitura e la monda del riso, la trebbiatura del grano. Una particolare attenzione è qui rivolta all'attività delle mondine di un tempo.
Ai lavori stagionali campestri dell'autunno e dell'inverno sono dedicate le aree all'aperto: sono presenti gli strumenti per la raccolta e il taglio della legna e per l'uccisione del maiale destinato alla confezione dei salumi, oltre che gli attrezzi dedicati all'imbottigliamento del vino. Per la strumentazione in uso fino all'Ottocento sono qui rappresentati gli strumenti tipici del falegname e del cardatore di lana.
Gli spazi abitativi - con una ricostruzione dell'antica casa contadina - sono ricavati anch'essi al primo piano del museo. Fra la cucina e la camera da letto è esposto un contenitore in cui sono raccolti i semplici e rudimentali balocchi un tempo in uso.
Al piano terra del museo sono esposti, all'interno dell'ex-stalla e sotto un portico, finimenti da cavallo da tiro e da bue ed attrezzi da maniscalco oltre che attrezzi agricoli di maggiore dimensione fra cui una trebbiatrice e diversi trattori.